# 薇姬·狄克逊
薇姬·狄克逊（英語：Vicky Dixon，1959年8月5日—），英国女子曲棍球运动员。她曾代表英国参加1988年和1992年夏季奥林匹克运动会曲棍球比赛，其中1992年奥运会获得一枚铜牌。